# Daphnella retifera
Daphnella retifera är en snäckart som beskrevs av Dall 1889. Daphnella retifera ingår i släktet Daphnella och familjen kägelsnäckor. Inga underarter finns listade i Catalogue of Life.